# Szamocin (Warszawa)
Szamocin – osiedle i obszar MSI w północno-wschodniej części Warszawy, w dzielnicy Białołęka. 
Jest zlokalizowane głównie wzdłuż dzisiejszej ul. Płochocińskiej. Szamocin od północy graniczy ze wsią Michałów-Grabina w gminie Nieporęt, od zachodu z Białołęką Dworską, od południa z osiedlem Tomaszew, a od wschodu z Kobiałką. Według Miejskiego Systemu Informacji do Szamocina przynależy również osiedle Tomaszew.

## Historia
Pierwsze wzmianki o Szamocinie pochodzą z XVIII wieku. Opublikowany w 1785 r. przez ówczesnego kartografa i historyka ks. Franciszka Salezego Czajkowskiego w rozporządzeniach diecezjalnych płockich opis parafii tarchomińskiej wymienia dzierżoną podówczas przez miecznikową warszawską Szamocką Białołękę. Jeszcze w drugiej połowie XX w. Szamocin był podwarszawską wsią. W 1977 r. został włączony do granic Warszawy wraz z innymi sąsiadującymi wsiami, w tym Kobiałką.

## Mieszkańcy Szamocina
Przed wojną większość ludności Szamocina stanowili osadnicy niemieccy. Mieszkały tu również rodziny polskie i żydowskie. Na początku XX w. na Szamocinie mieściła się trój-oddziałowa szkoła podstawowa, która została zastąpiona po I wojnie światowej 4-klasową. Szkoła mieściła się w jednej izbie, w drugiej znajdował się kościół ewangelicki. Obowiązki nauczyciela a zarazem kierownika szkoły pełnił jednoosobowo Niemiec, który w niedziele jako pastor odprawiał w drugiej części budynku szkolnego nabożeństwa dla miejscowych ewangelików. W szkole wszystkie oddziały uczyły się razem, oddzielone od siebie tylko ławkami. Kiedy jeden oddział miał lekcję głośną, drugi odrabiał w tym czasie prace pisemne. Szkołę utrzymywali okoliczni gospodarze, przeważnie koloniści niemieccy. Szkołę w Szamocinie zlikwidowano po uruchomieniu w latach 30. Szkoły Powszechnej w Białołęce Dworskiej. Mieszkający na terenie Szamocina koloniści niemieccy otrzymywali z Niemiec maszyny rolne, stanowiące wówczas wielką nowość. Mieszkający na terenie Szamocina Niemcy korzystali także z niemieckiej pomocy finansowej i fachowej. Koloniści niemieccy grzebani byli na cmentarzu ewangelickim znajdujących się na terenie pobliskiej wsi Józefów. Podczas ostatniej wojny Niemcy przenieśli część swych kolonistów na inne tereny, a miejscowości te w trakcie walk zmiecione zostały z powierzchni ziemi. Po wojnie na tereny wsi Szamocin sprowadziło się wiele rodzin polskich, które rozpoczęły odbudowę wsi i uprawę ziemi.

## Położenie geograficzne

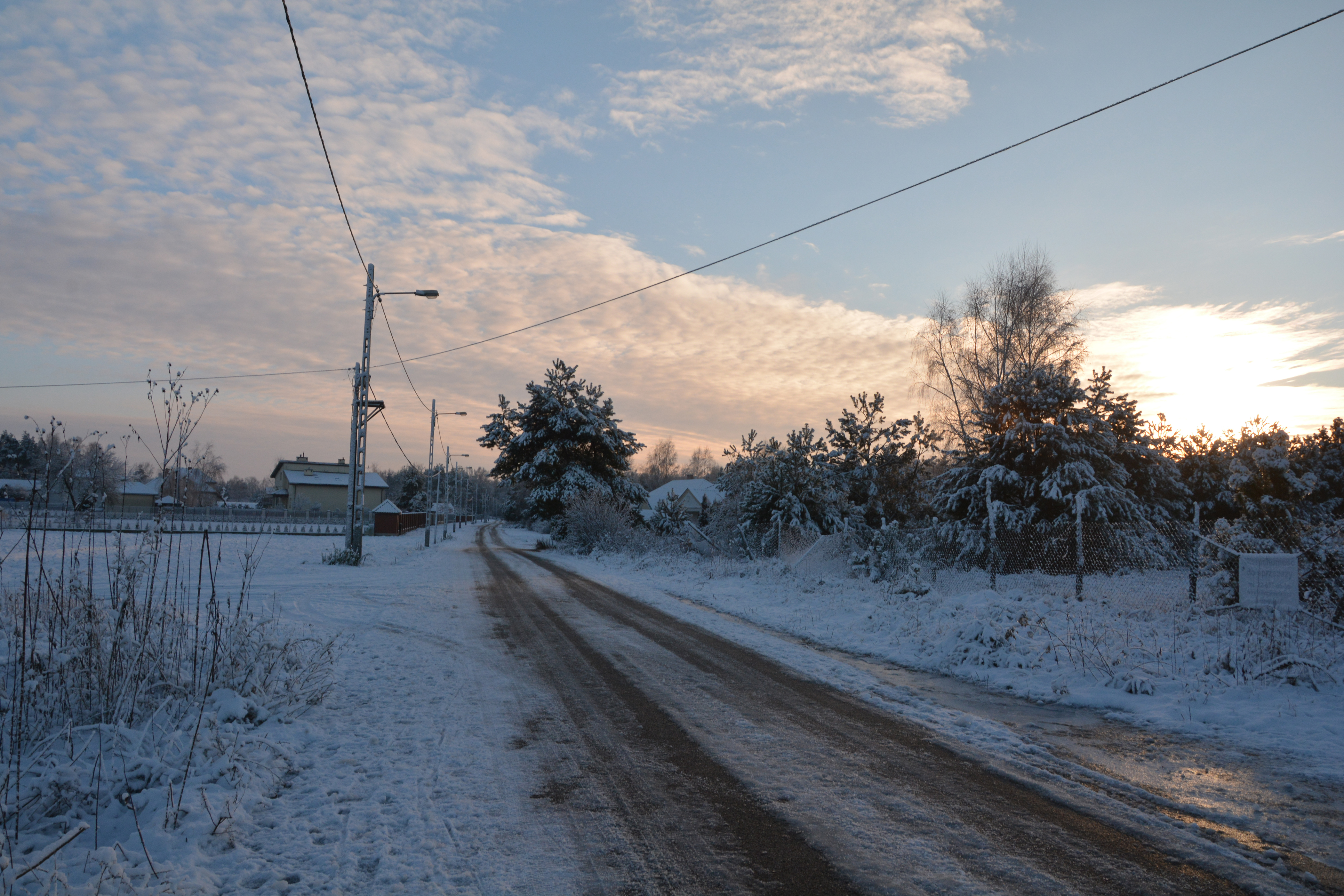
Szamocin w zimie

Tereny Szamocina to w przeważającej części tereny płaskie. Od północnego zachodu Szamocin graniczy z dużym kompleksem leśnym Białołęki Dworskiej. Do dziś niektóre ziemie w północnej części Szamocina są nadal uprawiane. Na terenie Szamocina znajdują się też szklarnie, w których uprawiane są przede wszystkim warzywa. Ulica Ornecka oddziela Szamocin od Białołęki Dworskiej. Zachodnia część ulicy Orneckiej należy do osiedla Białołęka Dworska, natomiast wschodnia część ulicy należy do osiedla Szamocin.

## Komunikacja
Przed rokiem 1982 komunikację z Warszawą zapewniała wyłącznie w ciągu ulicy Płochocińskiej komunikacja autobusowa realizowana przez Państwową Komunikację Samochodową. Do Białobrzegów, Rynii oraz Radzymina kursowały autobusy z dworca PKS Stadion. 24 stycznia 1982 roku uruchomiono linię 165, która łączyła Żerań FSO z Kobiałką. Linia ta kursowała do czerwca 1992 roku, kiedy jej rolę przejęła linia podmiejska numer 705 łącząca Żerań FSO z Białobrzegami. Następnie w latach 2007 - 2008 uruchamiano kolejne linie podmiejskie łączące Żerań FSO z Zegrzem Południowym (735), Nowymi Załubicami (734) oraz Legionowem (804) przez ulicę Płochocińską. W roku 2009 linia 804 została przekształcona w linię 736. W roku 2012 linie 705 oraz 735 wydłużono do pętli Metro Marymont, by w roku 2014 ponownie je skrócić do pętli Żerań FSO w związku z trwającym remontem mostu Grota Roweckiego. We wrześniu 2014 roku uruchomiono nową linię autobusową numer 326 łączącą Żerań FSO z Olesinem przez ulicę Płochocińską.

## Podział administracyjny
Obecnie według podziału dokonanego przez Miejski System Informacji do Szamocina wlicza się dwa osiedla:
- Szamocin zlokalizowany na północy
- Tomaszew zlokalizowany na południu

Tomaszew stanowił odrębną wieś, która została włączona do granic Warszawy w roku 1951. Szamocin stanowił odrębną wieś, która została włączona do granic miasta stołecznego w1976 roku. Obecnie według Miejskiego Systemu Informacji Tomaszew przynależy do Szamocina.